# Ford/Marmon-Herrington Mle 1938
La Ford/Marmon-Herrington Modéle 1938 era una famiglia di veicoli militari ruotati a trazione integrale, realizzati per l'Armée belge negli anni trenta. Dopo l'invasione tedesca del Belgio, la produzione continuò per la Wehrmacht.

## Storia
Il veicolo fu sviluppato in Belgio dagli stabilimenti Ford di Anversa. Il veicolo era basato sullo chassis dell'autocarro leggero da 1 tonnellata Ford 91Y, modificato in 4×4 con l'apposito kit di conversione della Marmon-Herrington di Indianapolis.
Tra il 1938 ed il 1939 il mezzo venne consegnato alla cavalleria dell'esercito belga nelle seguenti versioni: 
- Tracteur-caisson - trattore d'artiglieria blindato per il traino del cannone anticarro da 47 mm FRC Mle 1931.
- Véhicule radio - veicolo posto-radio con apparecchio di media potenza.
- Véhicule poste de commandement' - veicolo posto-comando.

I mezzi vennero impiegati durante l'invasione tedesca del Belgio. Dopo la sconfitta del Paese, i veicoli di preda bellica ancora operativi vennero largamente riutilizzati dalla Wehrmacht.

## Tecnica
Il telaio a longheroni del Ford 91Y, modificato con il kit Marmon-Herrington, era su quattro ruote, due ponti rigidi (dei quali l'anteriore sterzante) e sospensioni a balestre. Il serbatoio era posizionato tra i due assi. Il propulsore era un Ford 221 a benzina da 3.622 cm³, 8 cilindri a V con rapporto alesaggio×corsa di 77,79×95 mm, erogante 85 CV a 3.600 rpm. Il motore azionava un cambio a 4 marce avanti più retromarcia. I freni idraulici agivano su tutte e quattro le ruote, dotate di pneumatici 6.50-16. Le versioni posto-comando e posto-radio erano dotate di carrozzeria torpedo.

### Tracteur-caisson
La versione trattore d'artiglieria, prodotta in 90 esemplari, aveva lo scafo blindato, costituito da piastre d'acciaio di 3 mm di spessore, realizzate dalla Rageno di Malines. Il vano equipaggio era a cielo aperto, ma in caso di necessità poteva essere coperto da un telone in canapa. Per aumentare la protezione dell'equipaggio, potevano essere sollevati i pannelli corazzati sui quattro portelloni di accesso ed il parabrezza corazzato pieghevoli. Il mezzo venne riutilizzato dai tedeschi come veicolo comando.

### Varianti tedesche
I tedeschi, oltre a riutilizzare i mezzi in servizio con le forze armate belghe, occuparono gli stabilimenti Ford di Anversa. Si ritrovarono così con molti Mle 1938 incompleti ed altri di nuova produzione dopo averne riattivate le linee produttive. Per velocizzarne l'ingresso in servizio e standardizzarne la produzione, sui telai Ford/Marmon-Herrington, con meccanica e cofano originali, venivano adattate le carrozzerie di vetture da ricognizione tedeschi, quali la Kfz 15 o la Kübelwagen. I mezzi così ottenuti, denominati Ford-Marmon-Herrington Umbauwagen o Kfz 15 (Behelf), vennero utilizzati dallo Heer e dalla Luftwaffe.